# 南設得蘭海溝
61°0′S 59°30′W / 61.000°S 59.500°W
南設得蘭海溝（英語：South Shetland Trough）是位於南冰洋南設得蘭群島北方海底的海溝。